# 다싱안링 지구
다싱안링 지구(중국어 간체자: 大兴安岭地区, 정체자: 大興安嶺地區)는 중화인민공화국 헤이룽장성에 위치하는 지구이다.

## 지리
다싱안링 지구는 중화인민공화국 북단에 위치해, 동쪽은 샤오싱안링 산맥(小興安嶺山脈)과 서쪽은 다싱안링산맥(大興安嶺山脈)을 격하고 내몽골 자치구와 남쪽은 쑹넌 평원(松嫩平原), 북쪽은 헤이룽 강(黒龍江)을 격하고 러시아와 국경을 접하고 있다.

## 인구

### 민족
| 민족이름                 | 한족    | 만주족 | 몽골족 | 후이족 | 조선족 | 다우르족 | 오로촌족 | 에벤크족 | 시버족 | 먀오족 | 기타 민족 |
| ------------------------ | ------- | ------ | ------ | ------ | ------ | -------- | -------- | -------- | ------ | ------ | --------- |
| 인구 수                  | 320,046 | 3,908  | 2,928  | 1,137  | 1,035  | 935      | 827      | 230      | 65     | 22     | 143       |
| 인구비율(%)              | 96.61   | 1.18   | 0.88   | 0.34   | 0.31   | 0.28     | 0.25     | 0.07     | 0.02   | 0.01   | 0.04      |
| 소수민족 인구 중 비율(%) | －      | 34.80  | 26.07  | 10.12  | 9.22   | 8.33     | 7.36     | 2.05     | 0.58   | 0.20   | 1.27      |

## 행정 구역

다싱인링지구 현급구역

다싱안링 지구는 4개의 구, 1개의 현급시, 2개의 현을 관할한다.
그중 2개구는 내몽골 자치구영역에 속한다
시할구
- 자거다치 구(加格达奇区)
- 쑹링 구(松岭区)
- 후중 구(呼中区)
- 신린 구(新林区)

현급시
- 모허 시(漠河市)

현
- 후마 현(呼玛县)
- 타허 현(塔河县)

## 임업 구역
임업부 소속 다싱안링 임업집단공사(임관국)가 10개의 임업국, 61개의 임업장을 관할한다.

## 같이 보기
- 다싱안링산맥